# Brian Beshara
Brian Beshara (Dallas, Texas, 30 de diciembre de 1977) es un exjugador de baloncesto estadounidense-libanés. Después de jugar cuatro temporadas en en la NCAA, actuó profesionalmente durante casi una década en la Liga Libanesa de Baloncesto. Representó al Líbano en muchas ocasiones, incluyendo el Campeonato Mundial de Baloncesto de 2006.

## Trayectoria
Beshara, un nativo de Texas, jugó en el circuito de baloncesto universitario estadounidense durante cuatro temporadas entre 1995 y 2001: la primera con los Rice Owls de la Western Athletic Conference, y las tres siguientes con los LSU Tigers de la Southeastern Conference, ambas competiciones de la División I de la NCAA.
Posteriormente pasaría a disputar la Liga Libanesa de Baloncesto, vistiendo los colores de La Sagesse. Fue tricampeón de la liga local con ese equipo en 2002, 2003 y 2004, y contribuyó también en la conquista de la FIBA Asia Clubs Champions Cup de 2004. 
Tras jugar con el Blue Stars Beirut y el Champville SC, fichó en 2006 con el Al Riyadi Beirut, pero su incorporación probaría ser problemática debido a que su anterior club, el Champville SC, lo acusó de incumplimiento de contrato y lo inhabilitó para jugar durante esa temporada en que su equipo ganaría el título local.
Volvió a la acción recién en enero de 2008, cuando se unió al Al Mouttahed Tripoli.
Jugaría sus últimas dos temporadas como profesional con La Sagesse, reforzando en el medio al Al Riyadi Beirut en la FIBA Asia Clubs Champions Cup durante mayo de 2009. 
Tras retirarse de la práctica del deporte profesional, se desempeñó como asistente del entrenador William Lewit en la temporada 2010-11 de los New Orleans Privateers, y como videoanalista del cuerpo de entrenadores de los Tulane Green Wave en la temporada 2011-12.

## Selección nacional
Beshara contribuyó a que la seleccion de baloncesto de Líbano clasificara al Campeonato Mundial de Baloncesto de 2002 y al Campeonato Mundial de Baloncesto de 2006, pero sólo disputó este último.
También actuó en tres ediciones del Campeonato FIBA Asia (2005, 2007 y 2009) y en el Torneo Preolímpico FIBA 2008, entre otras competiciones. 